# 김인균
김인균(金仁均, 1998년 7월 23일 ~ )는 대한민국의 축구 선수로, 포지션은 왼쪽 윙어, 오른쪽 윙어, 공격형 미드필더이며, 대전 하나 시티즌 소속으로 현재 김천 상무로 군 복무 중이다.

## 클럽 경력
2020 시즌을 앞두고 충남 아산에 입단하면서 프로 커리어를 시작했다. 시즌 리그 12경기에 출전했다. 2021년 3월 13일에 치러진 부산 아이파크와의 경기에서 프로 데뷔골을 기록했다. 시즌 리그 32경기에 출전해 8골 2도움을 기록하면서 팀 내 최다 득점을 기록했다. 시즌 종료 이후 K리그2 영플레이어상을 수상했다.
2022 시즌을 앞두고 대전 하나 시티즌에 입단했다.

## 수상

### 개인
- K리그2 영플레이어상: 2021